# Neolectomycetes
Neolectomycetes O.E. Erikss. & Winka – monotypowa klasa workowców (Ascomycota). Należą do niej, również monotypowy rząd Neolectales z monotypową rodziną Neolectaceae. W tzw. „systemie Adla 2012” klad Neolecta jest bezpośrednio wyprowadzony z kladu Taphrinomycotina.

## Charakterystyka
Grzyby z klasy Neolectomycetes (i taksonów niższych) wytwarzają maczugowate lub palczaste, nierozgałęzione, gładkie owocniki o wysokości do 7 cm, barwy żółtawej, pomarańczowawej lub brązowawej, czasami o zielonkawym odcieniu. Występują w Ameryce Północnej, Azji, północnej Europie i Argentynie. Wszystkie gatunki są związane z drzewami, nie jest jednak rozstrzygnięte czy są pasożytami, saprotrofami, czy są w relacjach mutualistycznych.

## Systematyka
Klasę Neolectomycetes utworzyli Ove Eriksson i Katarina Winka w artykule Supraordinal taxa of Ascomycota, opublikowanym w „Myconet” z 1997:

Neolectomycetes cl. nov. O.E. Erikss. & Winka
- Holotypus: Neolectales Landvik, O.E. Erikss., Gargas & P. Gustafsson
- Ascomata claviformia, stipitata. Sine hamathecium.
- Characteres moleculares (SSU rRNA): 6/6' 73u:a. 8/8' 114c:a. 10-1 228g:gat; 253a:g. 11 283c:u. 12 350u:a; 351c:u. 14 396g:gg. 23/23-1 638c:u. 23-7 785:c. 25 918a:g. 27 990g:a. 29 1051u:c. 45 1476g:a. 46 1482a:g. 45' 1527c:u.

Klasa ta jest zaliczana według kodeksu Index Fungorum do gromady Ascomycota. Należą do niej:
- rząd Neolectales Landvik, O.E. Erikss., Gargas & P. Gust. 1993
  - rodzina Neolectaceae Redhead 1977
    - rodzaj Neolecta Speg. 1881[5].